# Zwrócona

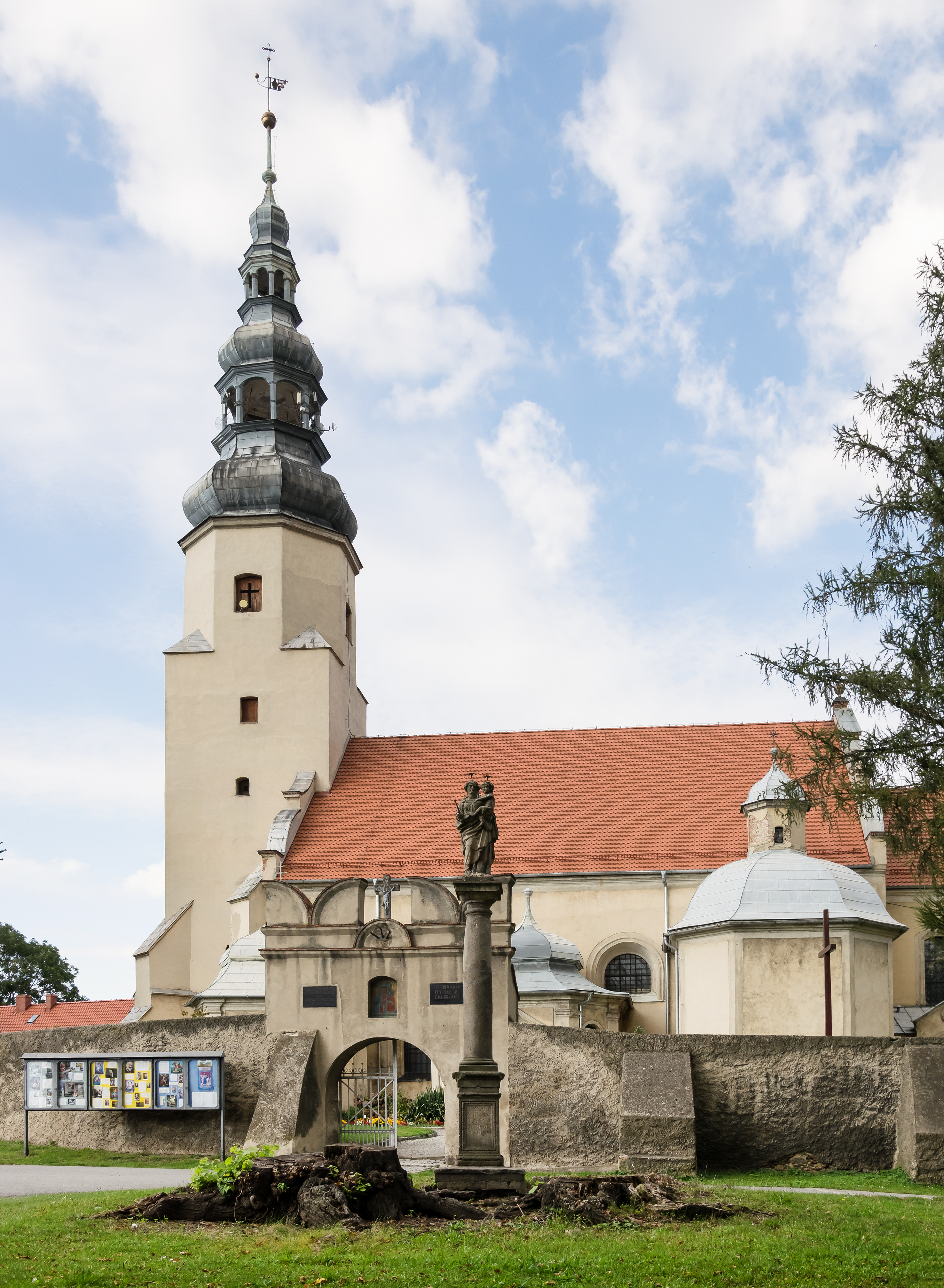
Pfarrkirche St. Peter und Paul

Zwrócona (deutsch Protzan) ist ein Ort in der Stadt- und Landgemeinde Ząbkowice Śląskie (Frankenstein) im Powiat Ząbkowicki der Woiwodschaft Niederschlesien in Polen.

## Lage
Zwrócona liegt etwa vier Kilometer nördlich von Ząbkowice Śląskie (Frankenstein) und 59 Kilometer südlich von Breslau.

## Geschichte
Die erste urkundliche Erwähnung erfolgte im Jahre 1175 im Besitzverzeichnis des Klosters Leubus als „Dobrogozesdorph“. Damals war es wahrscheinlich eine slawische Siedlung, die auf älteren germanisch-silingischen und steinzeitlichen Siedlungen beruhte. Eine Verleihung des Deutschen Rechts im Jahr 1240 erfolgte durch Herzog Heinrich I., dadurch erging die Erlaubnis, deutsche Bauern anzusiedeln.
Die St.-Peter und Paul-Kirche wurde 1268 erstmals erwähnt und im 14. Jahrhundert neu errichtet. Durch das Testament des Lebuser Bischofs Apetzko Deyn von Frankenstein vom 24. Januar 1352 kam Protzan in den Besitz des Breslauer Domkapitels. In den Hussitenkriegen wurde die Kirche 1425 beschädigt und beim Wiederaufbau erweitert. Während der Reformation blieb das bischöfliche Dorf Protzan katholisch, ebenfalls im Dreißigjährigen Krieg.
Nach dem Ersten Schlesischen Krieg 1742 fiel Protzan mit dem größten Teil Schlesiens an Preußen, blieb jedoch bis zur Säkularisation 1810 dem Breslauer Domkapitel untertänig.
Nach der Neugliederung Preußens gehörte Protzan seit 1815 zur Provinz Schlesien und war 1816–1945 dem Landkreis Frankenstein eingegliedert. 1845 zählte das Dorf 123 Häuser, 812 Einwohner, davon fünf evangelisch und der Rest katholisch, eine katholische Pfarrkirche, zwei Kapläne, unter dem königlichen und fürstbischöflichen Patronat, eine katholische Schule, eine Wasser- und eine Windmühle, 16 Baumwollstühle, elf Handwerker und zwei Höcker. Zur katholischen Parochie waren gepfarrt: Protzan, Olbersdorf, Dittmannsdorf, Tomnitz und Zülzendorf. Die Pfarre besaß Dominial- und Jagdgerechtigkeit über fünf Hufen.
Als Folge des Zweiten Weltkriegs fiel Protzan 1945 wie fast ganz Schlesien an Polen und wurde in Zwrócona umbenannt. Im Jahre 1946 erfolgte die Vertreibung der zu diesem Zeitpunkt 740 deutschen Bewohner durch die örtliche polnische Verwaltungsbehörde. Die neu angesiedelten Bewohner stammten teilweise aus Ostpolen, das an die Sowjetunion gefallen war.

## Sehenswürdigkeiten
- Katholische Pfarrkirche St. Peter und Paul

## Persönlichkeiten
- Arnold von Protzan († 1342), Pfarrer von Protzan und Verfasser des Formelbuches „Liber formularum“
- Ignaz Franz (1719–1790), Theologe und Kirchenliederdichter
- Florian Großpietsch (1789–1841), Kunstmaler
- Felix Haase (1882–1965), Kirchenhistoriker
- Karl Zwiener (1932–2008), Kinderpsychologe und Autor